# Vyacheslav Voronin
Pour les articles homonymes, voir Voronine.
Vyacheslav Voronin (transcription française Viatcheslav Nikolaïevitch Voronine), né le 5 avril 1974 à Vladikavkaz, est un athlète russe, pratiquant le saut en hauteur.

## Biographie
Stefan Holm est le premier des deux sauteurs à avoir franchi la barre des 2,40 m en salle depuis Javier Sotomayor (l'autre étant Ivan Ukhov).

Cela a également été réalisé en plein air par Vyacheslav Voronin.

## Palmarès

### Championnats du monde d'athlétisme
- Championnats du monde 1999 à Séville
  -  Médaille d'or
- Championnats du monde 2001 à Edmonton
  -  Médaille de bronze

### Championnats du monde d'athlétisme en salle
- Championnats du monde en salle 1999 à Maebashi
  -  Médaille d'argent

### Championnats d'Europe d'athlétisme en salle
- Championnats d'Europe 2000 à Gand
  -  Médaille d'or
- Championnats d'Europe 1998 à Valence
  -  Médaille d'argent